# 丹勒普瓦利耶
丹勒普瓦利耶（法語：Dun-le-Poëlier，法語發音：[dœ̃ lə pwalje]）是法国安德尔省的一个市镇，位于该省北部偏东，属于伊苏丹区。

## 地理
丹勒普瓦利耶（47°12'14"N, 1°45'13"E）面积22.56 平方千米，位于法国中央-卢瓦尔河谷大区安德尔省，该省份为法国中部省份，北起卢瓦-谢尔省，西北接安德尔-卢瓦尔省，西南接维埃纳省，南至克勒兹省和上维埃纳省，东临谢尔省。
与丹勒普瓦利耶接壤的市镇（或旧市镇、城区）包括：昂茹安、巴涅、沙布里、巴泽勒地区圣克里斯托夫、桑布勒赛、拉沙佩勒蒙马丹。

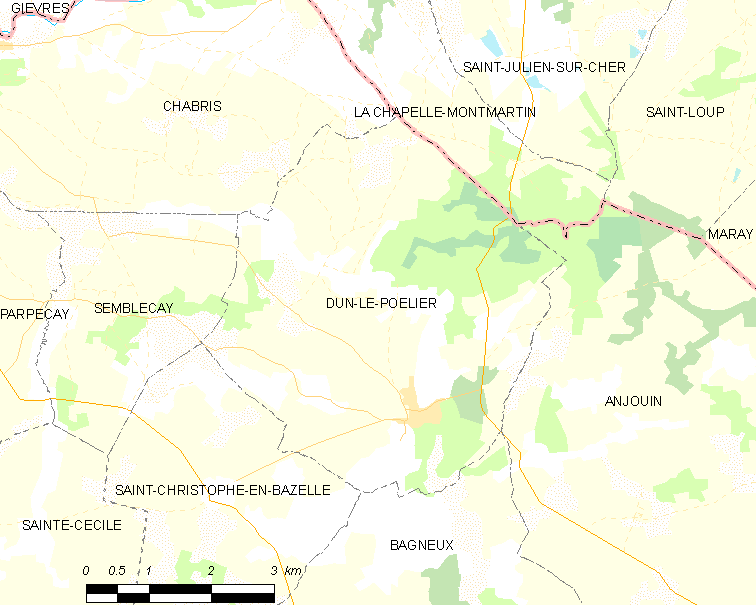
丹勒普瓦利耶的OSM定位图

丹勒普瓦利耶的时区为UTC+01:00、UTC+02:00（夏令时）。

## 行政
丹勒普瓦利耶的邮政编码为36210，INSEE市镇编码为36068。

## 政治
丹勒普瓦利耶所属的省级选区为瓦朗赛县。

## 人口

1962-2008年间丹勒普瓦利耶人口变化图示

丹勒普瓦利耶于2022年1月1日时的人口数量为437人。